# برایان لایتر

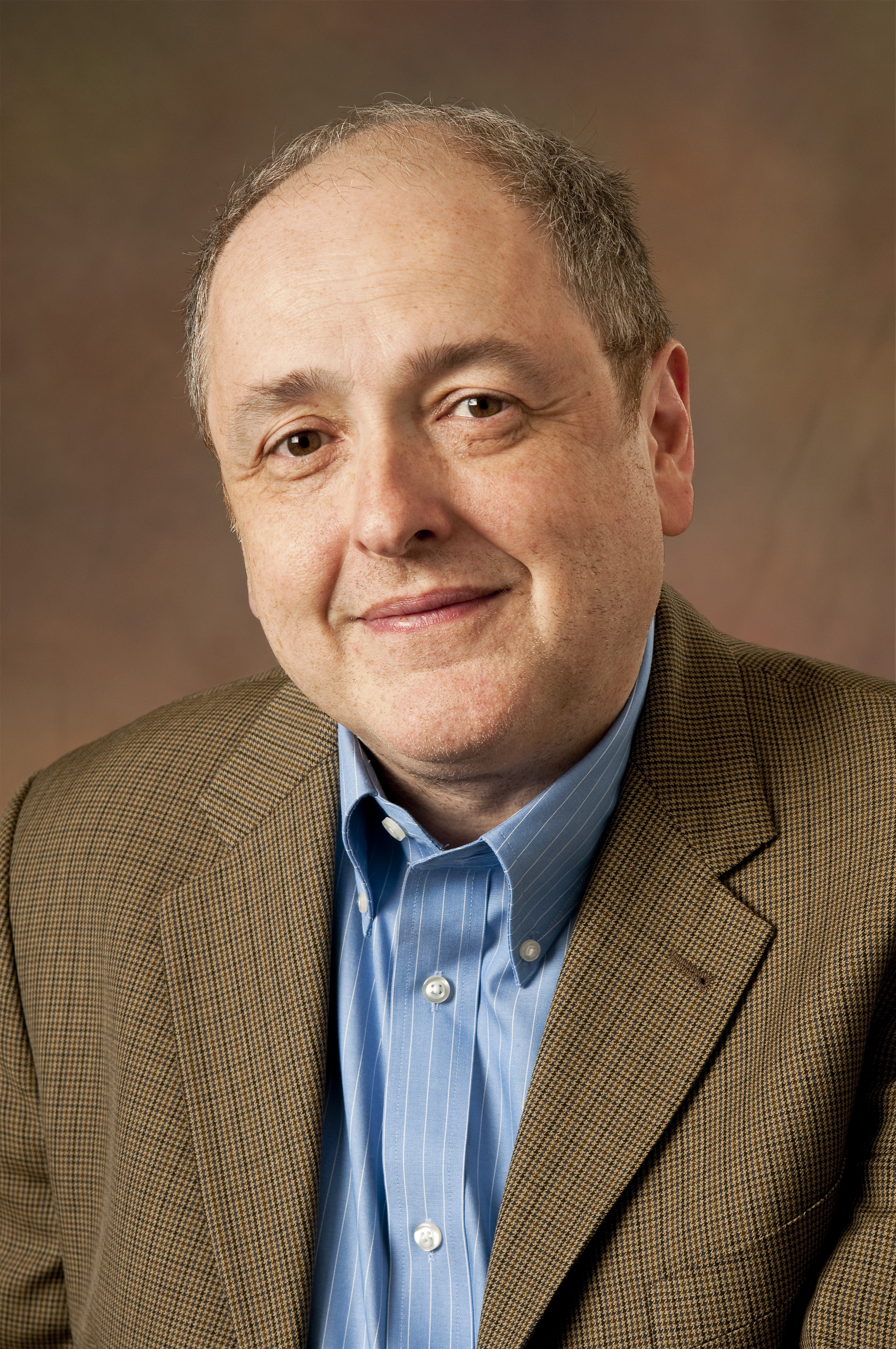
برایان لایتر، فیلسوف و حقوق‌دان آمریکایی - ۲۰۱۲

برایان لایتر (زادهٔ ۱۹۶۳) فیلسوف و حقوق‌دان اهل آمریکا است. حوزه‌های تخصصی او فلسفه حقوق و اخلاق است. علاوه بر این، او به بررسی و نقد آثار کارل مارکس و نیچه پرداخته‌است. در حال حاضر او استاد دانشگاه شیکاگو است و استاد مدعو دانشگاه‌های ییل و آکسفورد نیز بوده‌است.

## زندگی و تحصیلات
برایان لایتر فیلسوف و حقوقدان آمریکایی متولد سال ۱۹۶۳ در یک خانواده یهودی است، وی در حال حاضر متأهل و دارای سه فرزند است. او در سال ۱۹۸۴ از دانشگاه پرینستون لیسانس فلسفه دریافت کرد، مدرک جی. دی (اولین مدرک تخصصی در حقوق) را در سال ۱۹۸۷ و در سال ۱۹۹۵ مدرک دکترای فلسفهٔ خود را از دانشگاه میشیگان دریافت کرد و تز دکترای او نیچه و نقد اخلاق زیر نظر پیتر ریلتون بود.

## دانشگاه‌های محل تدریس و فعالیت‌های دانشگاهی
وی در سال ۲۰۰۸ به دانشکدهٔ حقوق دانشگاه شیکاگو پیوست و در حال حاضر نیز استاد این دانشگاه با سمت کارل لولین می‌باشد. او همچنین مؤسس و مدیر مرکز حقوق، فلسفه و ارزش‌های انسانی است. از سال ۱۹۹۵ تا پیوستن به دانشکدهٔ حقوق شیکاگو، در دانشگاه تگزاس در آستین حقوق و فلسفه تدریس می‌کرد که در آن جا جوان‌ترین عضو هیئت علمی در تاریخ آن دانشگاه محسوب می‌شد و همچنین در آن دانشگاه مؤسس و مدیر برنامهٔ حقوق و فلسفهٔ دانشگاه تگزاس بود. او همچنین استاد مدعو تدریس حقوق در دانشگاه یِیل، تدریس فلسفه در دانشگاه کالج لندن، تدریس حقوق در دانشگاه نانت و تدریس فلسفه در دانشگاه آکسفورد بوده‌است. او (به همراه لزلی گرین) مؤسس و سردبیر مطالعات آکسفورد در فلسفهٔ حقوق بوده و همچنین سردبیر سری کتاب‌های انتشارات روتلج در مورد فلاسفه بوده‌است. او یکی از سردبیرهای مجلهٔ نظریهٔ حقوق از سال ۲۰۰۰ تا ۲۰۰۸ بوده‌است.

## کتاب‌ها و مقالات
- لایتر مؤلف سه کتاب است:
1. چرا با مذهب مدارا کنیم؟ (انتشارات دانشگاه پرینستون سال ۲۰۱۳)
2. طبیعی‌سازی علم حقوق: مقالاتی در واقع گرایی و طبیعی گرایی حقوقی آمریکا در فلسفهٔ حقوق (انتشارات دانشکاه آکسفورد سال ۲۰۰۷)
3. نیچه در باب اخلاق (نشر روتلج در سال ۲۰۰۲ و اصلاح شده در سال ۲۰۱۵) که این کتاب یک دفاعی از مطالعهٔ نظریات نیچه به عنوان یک طبیعت‌گرای فلسفی است.

او همچنین ویراستاری کتاب‌هایی را بر عهده داشته‌است:
1. افکار فردریش نیچه در مورد تعصبات اخلاق، انتشارات دانشگاه کمبریج در سال ۱۹۹۷
2. عینیت در حقوق و اخلاقیات انتشارات دانشگاه کمبریج در سال ۲۰۰۱
3. نیچه انتشارات دانشگاه آکسفورد در سال ۲۰۰۱
4. آیندهٔ فلسفه آکسفورد: انتشارات کلارندون در سال ۲۰۰۴
5. نیچه و اخلاق آکسفورد: انتشارات کلارندون در سال ۲۰۰۷
6. کتاب راهنمای آکسفورد در مورد فلسفهٔ در اروپای قاره‌ای انتشارات دانشگاه آکسفورد در سال ۲۰۰۷
7. مطالعات آکسفورد در فلسفهٔ حقوق، بخش اول، انتشارات دانشگاه آکسفورد در سال ۲۰۱۱
8. مطالعات آکسفورد در فلسفهٔ حقوق بخش دوم، انتشارات دانشگاه آکسفورد در سال ۲۰۱۳

## مقالات و سخنرانی‌های علمی
لیتر دارای حدود ۹۰ مقاله در مجلات متعدد است که از سال ۱۹۹۰ تاکنون انتشار یافته‌اند. مقالات وی در مجلات متعددی منتشر شده‌است از جمله: اخلاقیات، مجلهٔ اروپایی فلسفه، مطالعات فرااخلاق آکسفورد، مجلهٔ حقوقی دانشگاه ییل، مجلهٔ مطالعات حقوقی آکسفورد، نشریه حقوقی کلمبیا، نشریه حقوق استنفورد، فلسفهٔ اجتماعی و حکومت، مجلهٔ تاریخ فلسفه و …. آثار وی به زبان‌های متعددی ترجمه شده‌است از جمله اسپانیایی، فرانسوی، ایتالیایی، چینی، روسی، پرتغالی، عبری، لهستانی، اسلواکیایی، یونانی. وی همچنین سخنرانی‌های برگزیده‌ای را در سراسر دنیا ارائه داده‌است.

## حوزه‌های مورد مطالعه
حوزه‌های تخصصی: اخلاق، فلسفهٔ سیاست و حقوق (هم در اروپای قاره‌ای و هم در کشورهای انگلیسی زبان)، با توجه ویژه به نظریهٔ عمومی حقوق، ورا اخلاق، روان‌شناسی اخلاقی، مبانی فلسفی آزادی بیان و آزادی مذهب، و آثار مارکس و نیچه و فروید و فوکو.
حوزه‌هایی که در آن‌های سررشته دارد: معرفت‌شناسی، طبیعت‌گرایی، واقعی گرایی و ضد واقع گرایی، علیت ذهنی، ارادهٔ آزاد، معرفت‌شناسی طبیعی و معرفت‌شناسی اجتماعی، حقوق ادله اثبات.